# Arkansas Wing Civil Air Patrol
A Arkansas Wing Civil Air Patrol (ARWG) é uma das 52 "alas" (50 estados, Porto Rico e Washington, D.C.) da "Civil Air Patrol" (a força auxiliar oficial da Força Aérea dos Estados Unidos) no Estado do Arkansas. A sede da Arkansas Wing está localizada em Little Rock. A Arkansas Wing consiste em mais de 400 cadetes e membros adultos distribuídos em 10 locais espalhados por todo o Estado.
A ala de Arkansas é membro da Região Sudoeste da CAP juntamente com as alas dos seguintes Estados: Arizona, Louisiana, New Mexico, Oklahoma e Texas.

## Missão
A Civil Air Patrol tem três missões: fornecer serviços de emergência; oferecer programas de cadetes para jovens; e fornecer educação aeroespacial para membros da CAP e para o público em geral.

## Serviços de emergência
A CAP fornece ativamente serviços de emergência, incluindo operações de busca e salvamento e gestão de emergência, bem como auxilia na prestação de ajuda humanitária.
A CAP também fornece apoio à Força Aérea por meio da realização de transporte leve, suporte de comunicações e levantamentos de rotas de baixa altitude. A Civil Air Patrol também pode oferecer apoio a missões de combate às drogas.

## Programas de cadetes
A CAP oferece programas de cadetes para jovens de 12 a 21 anos, que incluem educação aeroespacial, treinamento de liderança, preparo físico e liderança moral para cadetes.

## Educação Aeroespacial
A CAP oferece educação aeroespacial para membros do CAP e para o público em geral. Cumprir o componente de educação da missão geral da CAP inclui treinar seus membros, oferecer workshops para jovens em todo o país por meio de escolas e fornecer educação por meio de eventos públicos de aviação.

## Organização

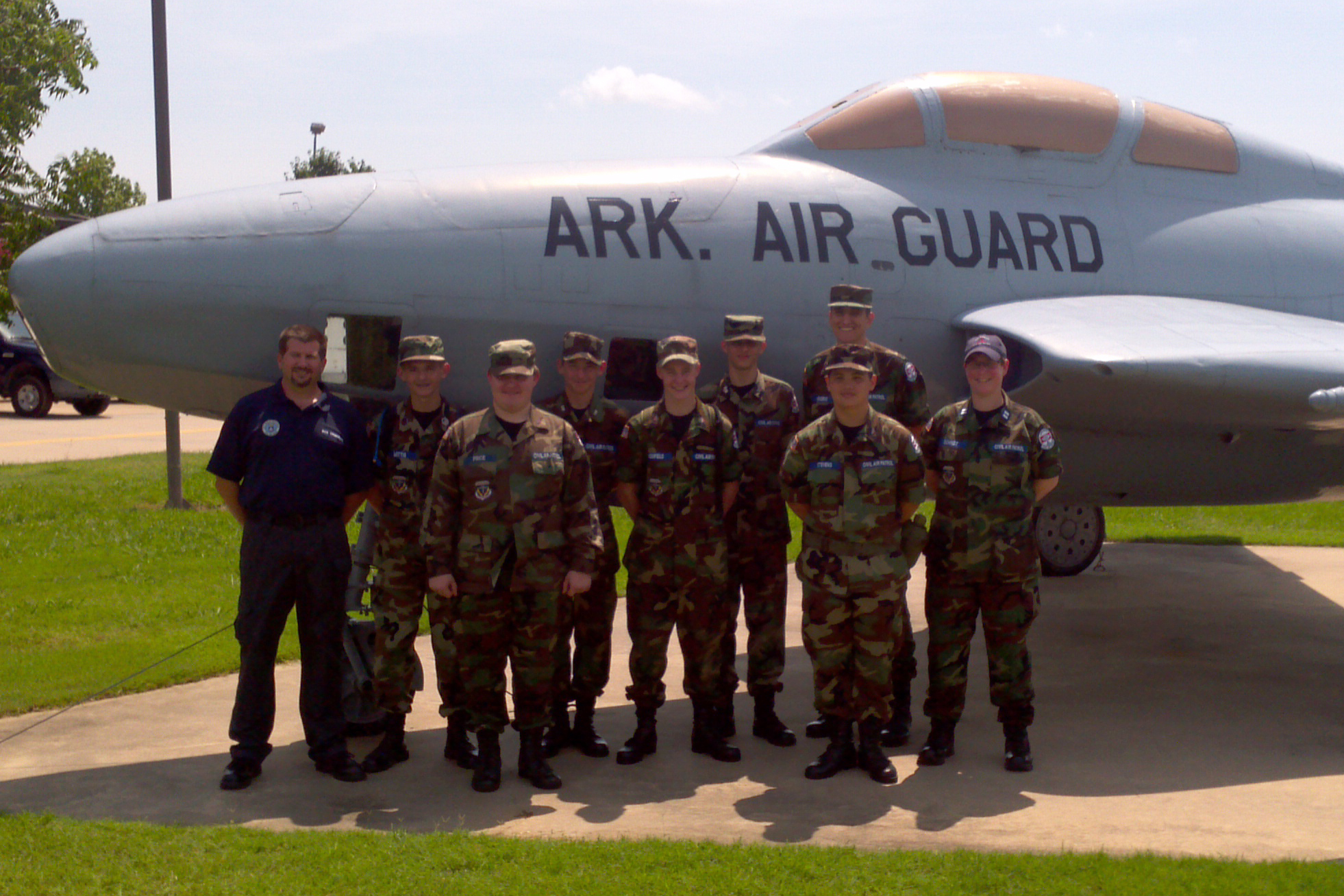
Membros do "83rd Composite Squadron" da PAC baseados em Fort Smith, Arkansas, posam para uma foto em frente a um caça
"RF-84 Thunderflash" da "188th Fighter Wing".

| Designação | Nome do Esquadrão        | Localização   |
| ---------- | ------------------------ | ------------- |
| AR-040     | 40th Composite Squadron  | Hot Springs   |
| AR-042     | 42nd Composite Squadron  | Little Rock   |
| AR-067     | 67th Composite Squadron  | Pine Bluff    |
| AR-083     | 83rd Composite Squadron  | Fort Smith    |
| AR-095     | 95th Composite Squadron  | Texarkana     |
| AR-099     | 99th Composite Squadron  | West Memphis  |
| AR-102     | 102nd Composite Squadron | Russellville  |
| AR-107     | 107th Composite Squadron | Mountain Home |
| AR-115     | 115th Composite Squadron | Rogers        |
| AR-120     | 120th Composite Squadron | Jonesboro     |